# Aiterbach (Traun)
Der Aiterbach ist ein knapp 30 km langer rechter Zufluss der Traun in Oberösterreich.

## Verlauf
Der Aiterbach entspringt nordöstlich von Etzelsdorf in der Gemeinde Pettenbach am Fuß des Magdalenabergs in einer Höhe von rund 565 m ü. A.
Er fließt Richtung Norden in einem sanft eingeschnittenen Tal durch das Traun-Enns-Riedelland und passiert die Gemeinden Schlierbach (Oberösterreich), Wartberg an der Krems, Ried im Traunkreis, Eberstalzell, Sattledt, Steinhaus und Thalheim bei Wels und mündet bei Wels in die Traun. In seinem Verlauf nimmt er nur wenige kleinere Zuflüsse auf.

## Wasserführung
Der mittlere Abfluss am Pegel Oberschauersberg beträgt 0,71 m³/s, was einer relativ geringen Abflussspende von 10,4 l/s·km² entspricht. 
Der Aiterbach weist ein ausgeglichenes pluvio-nivales Abflussregime mit dem Maximum im März und dem Minimum im September auf. Das Monatsmittel des abflussreichsten Monats März ist mit 0,88 m³/s ist dabei nur rund 30 % höher als das des abflussärmsten Monats September mit 0,64 m³/s.

## Natur

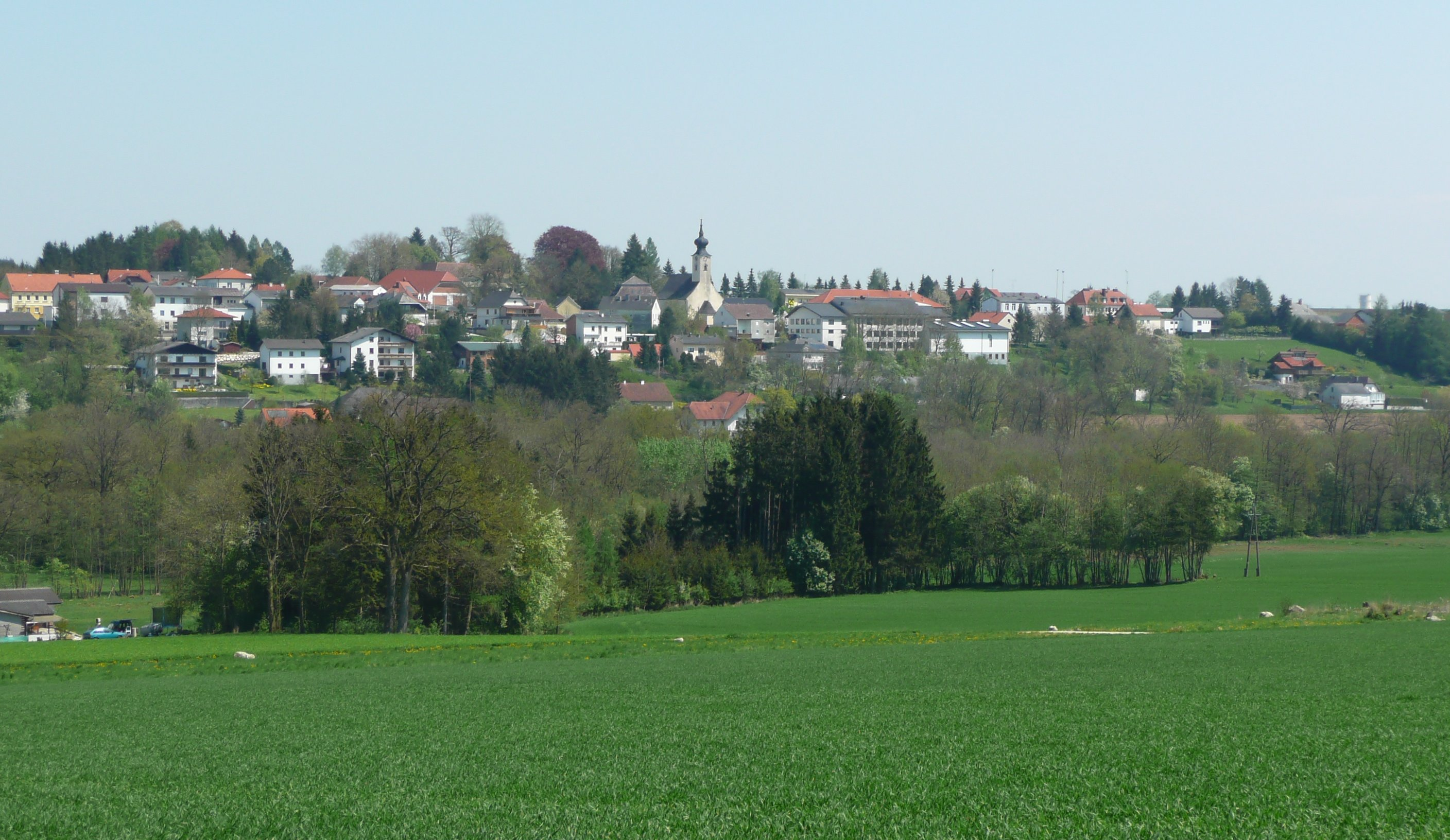
Das Aiterbachtal bei Steinhaus

Der Aiterbach, der meist abseits größerer Siedlungen fließt, ist im gesamten Verlauf weitgehend naturnah, mit streckenweise mäandrierendem Verlauf, Uferbegleitgehölz oder Auwäldern (Eschen- bzw. Eschen-Schwarzerlen-Feuchtwälder).
Die streckenweise begleitenden Feuchtwiesen stellen einen Lebensraum für Feuchtwiesenbewohner wie Sumpfgrashüpfer oder Langflügelige Schwertschrecke dar.
Der Aiterbach zählt zur Forellen- und Äschenregion, die hauptsächlich vorkommenden Fischarten sind Bachforelle und Regenbogenforelle, im Unterlauf auch die Äsche.